# Portugals damlandslag i volleyboll
Portugals damlandslag i volleyboll (portugisiska: Seleção Portuguesa de Voleibol Feminino) representerar Portugal i volleyboll på damsidan. Laget organiseras av det portugisiska förbundet, Federação Portuguesa de Voleibol. Laget deltog 2019 för första gången i Europamästerskapet i volleyboll för damer.  Det kom då sist av 24 lag.. Det har inte kvalificerat sig för OS eller VM.